# 熱那亞低氣壓

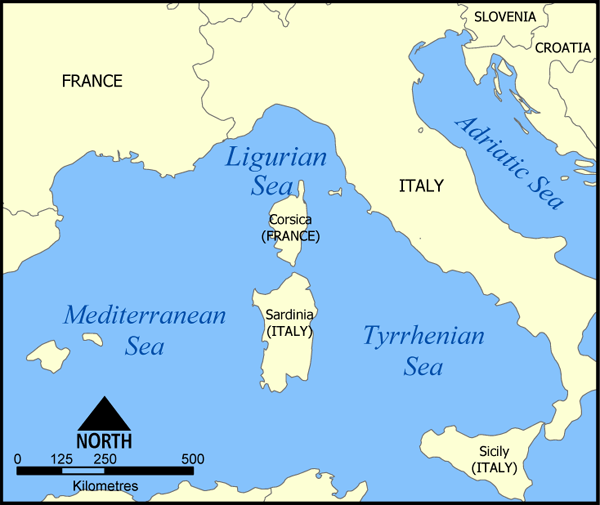
利古里亞海的地圖

熱那亞低氣壓是一個存在於阿爾卑斯山南部至熱那亞灣、利古里亞海、波河河谷、亞得里亞海北部的低壓系統，這類的低壓系統在環境之許可下會增強為熱帶風暴。

## 生成
許多熱帶低壓系統在地中海西北部及熱那亞灣通過或生成 。大西洋的低压可以通過罗讷河谷進入地中海，或者在罗讷河谷、比利牛斯山與法國中央高原之間的卡爾卡松周邊海域形成低壓區。

## 影響與觀測

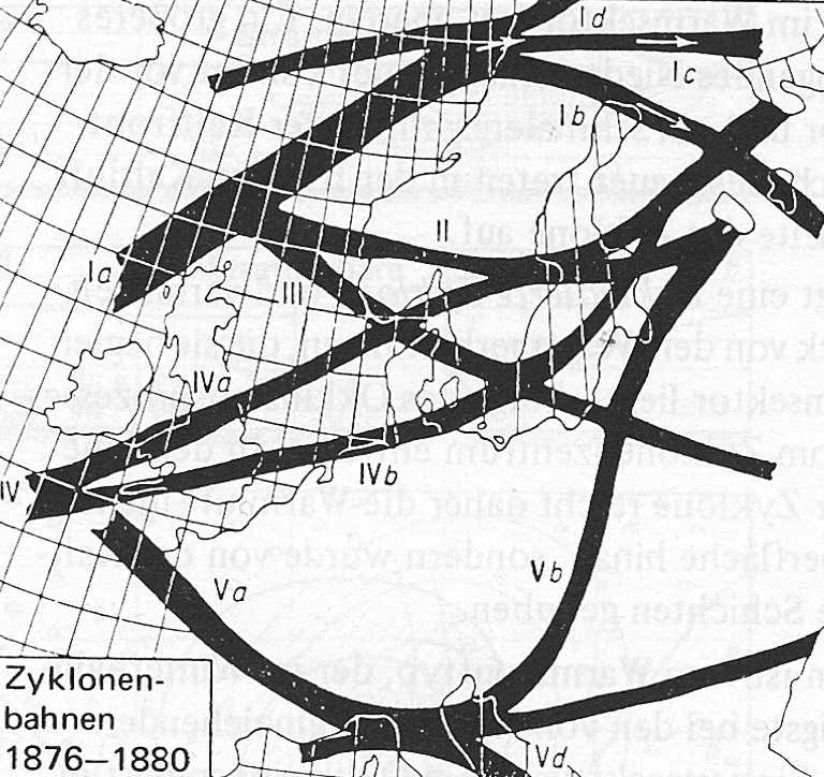
歐洲的氣旋路徑圖，顯示出利古里亞海和亞得里亞海北部的氣旋路徑呈現「V字形」

受到亞平寧山脈南側的地形抬升，熱那亞低氣壓常會帶給利古里亞海及托斯卡尼山丘強烈的降雨。由於低壓區的移動速度緩慢，可能路徑會由西向東移動並影響亞得里亞海地區，部分的低壓區會從第勒尼安海由西北往東南移動。

### 梵·貝博氣旋路徑
大多數的熱那亞低氣壓會保持穩定或是在阿爾卑斯山南部留下殘餘低氣壓。威廉·雅各·梵·貝博（英語：Wilhelm Jakob Van Bebber）博士在1981年針對歐洲風暴的路徑進行分類，而熱那亞低氣壓的路徑採用其中三條作為大致上的移動依據並取名為「V路徑」。「V路徑」與中歐和東歐的淹水事件有關，阿爾卑斯山南部的低壓區能穿越法國進入地中海地區吸收水氣並增強，進而影響中歐、東歐或南歐地區。

#### V-b路徑
大西洋上空的西南氣流在維也納盆地東北和北北東部形成低壓區，這些低壓區因為來自波西米亞山脈、厄爾士山脈、蘇台德山脈、貝斯基德山及塔特拉山脈的冷空氣而離去 。北歐與南歐地區的歐洲流域上游挾帶著大量暖濕的空氣，因此這些低壓區會緩慢地往該區域移動並造成長時間大量降雨 。V-b路徑與歐洲夏季所造成的大洪水的關聯性並不高，但若有氣旋在夏季走這個路徑極有可能造成大洪水。

#### V-c路徑
行徑V-c路徑的熱那亞低氣壓會從潘諾尼亞平原經過喀爾巴阡山脈最低點，進入烏克蘭西部或摩爾多瓦。

#### V-d路徑
如果在巴爾幹半島、土耳其及黑海地區有反氣旋的發生，低緯度的熱那亞低氣壓將會採取東南向移動並侵襲地中海北部區域。通常採取這種路徑的熱那亞低氣壓移動速度會以較低的速度通過第勒尼安海。如果該低壓在通過第勒尼安海後在阿爾卑斯山南部有殘留雲系，可能會發展新的中心並沿著義大利西部海域向東南移動。在移動至義大利西南部海域時，系統會呈現停滯狀態並且會在愛奧尼亞海以東發展新的中心。在這種強況下，熱那亞低氣壓通常會移動至愛奧尼亞海發展，並產生強勁的布拉風。